# Споразум у Ден Хагу (1698)
Споразум у Ден Хагу (познат и као Споразум у Хагу или Први споразум о подели) потписан је 11. октобра 1698. између Енглеске и Француске. Споразум је представљао покушај да се реши питање ко ће наследити шпански трон и предлаже да наследник буде војвода Јозеф Фердинанд од Баварске. Такође споразумом је договорена подела појединих шпанских поседа између великих сила. Луј, француски дофен требало је да добије Сицилију и две тосканске луке. Леополд, војвода од Лорене би добио Миланско војводство као накнаду јер би Лорена са Баријем припала дофену. 
Краљ Карлос II од Шпаније је одбио овај споразум јер се противио подели Шпаније. Он је за наследника империје именовао унука Луја XIV Филипа, војводу од Анжуја који ће постати краљ Филип V од Шпаније. Након Карлосове смрти Луј је споразум сматрао неважећим. Након тога отпочео је Рат за шпанско наслеђе који ће трајати од 1701. до 1714. године. Такође је и Карло VI, цар Светог римског царства одбио овај споразум.